# Ն

Նとն

筆記体

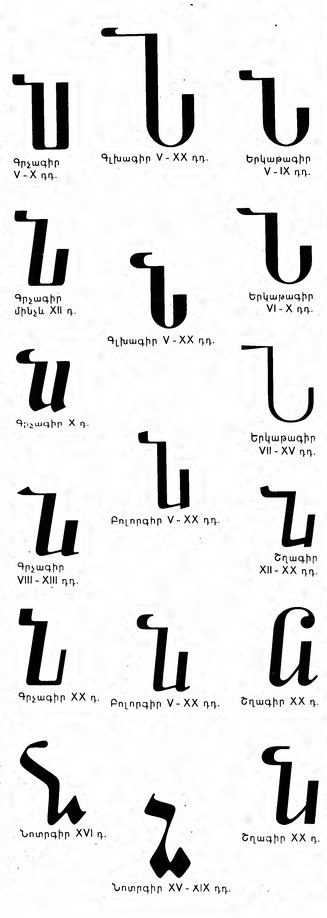
Նとնの様々な書体

Ն, ն（アルメニア語: նու、発音はnu）は、アルメニア文字の22番目の文字である。405年ごろにメスロプ・マシュトツによって作成されたと見られる。

## 使用
東アルメニア語・西アルメニア語では歯茎鼻音[n]を表す。記数法では400を表す。ラテン文字転写では「N」と記す。
文法上でこの文字には後置の定冠詞の役割があり、主に開音節の後に付けられる（ծառա → ծառան、մարդու → մարդունなど）。

## 書体

## 符号位置
| 文字 | Unicode | JIS X 0213 | 文字参照        | 備考 |
| ---- | ------- | ---------- | --------------- | ---- |
| Ն    | U+0546  | -          | &#x546; &#1350; |      |
| ն    | U+0576  | -          | &#x576; &#1398; |      |